# Cândido Pacheco de Melo Forjaz de Lacerda
 Cândido Pacheco de Melo e Meneses Forjaz de Lacerda ComNSC  (Lisboa, 22 de junho de 1837 — Angra do Heroísmo, 4 de setembro de 1900), fidalgo-cavaleiro da Casa Real, 1.º barão de Nossa Senhora das Mercês e 1.º visconde de Nossa Senhora das Mercês, foi um importante terratenente, administrador dos vínculos de Nossa senhora das Mercês, um importante morgadio da ilha Terceira, e um influente político açoriano que por diversas vezes exerceu as funções de governador civil do Distrito de Angra do Heroísmo.

## Biografia
Descendente duma antiga família açoriana, os de Pereiro, com origem no apelido Espanhol de Perero, os quais, com a sua ascensão social, tomaram os apelidos Pereira Forjaz de Lacerda e assumiram uma ascendência por varonia do 2.° Conde da Feira, Cândido Forjaz de Lacerda nasceu acidentalmente em Lisboa, no Palácio Aveiras, onde os seus pais então se encontravam a residir temporariamente. Como primogénito da família foi herdeiro do grosso da grande fortuna materna, com a qual constituiu em 1863, por anexação, uma grande casa vinculada que designou por Vínculo de Nossa Senhora das Mercês, nome da quinta em que vivia nos arredores de Angra, do qual foi administrador.
Ingressando na vida política como membro do Partido Progressista, foi vereador e presidente da Câmara Municipal de Angra do Heroísmo (1878-1881) e por diversas vezes governador civil do Distrito de Angra do Heroísmo. Ocupou o cargo de governador primeiro como substituto, de 22 de Dezembro de 1880 a 10 de Abril de 1881, e depois como governador desde 13 de Março de 1886 a 27 de Agosto do mesmo ano.
Foi novamente nomeado governador civil susbstituto no período de 30 de Agosto de 1887 a 30 de Janeiro de 1889, passando naquela data a efectivo, cargo que ocupou até 29 de Junho de 1889. De 27 de Julho de 1889 a 28 de Janeiro de 1890 foi novamente nomeado governador civil efectivo do distrito.
Tendo interrompido a função devido às reviravoltas políticas então ocorridas em Lisboa, voltou novamente a exercer o cargo de 13 de Fevereiro de 1897 a 17 de Março de 1898; já como distrito autónomo de 28 de Maio de 1898 a 9 de Outubro de 1899; e novamente de 10 de Novembro de 1899 a 26 de Junho de 1900.
Exerceu a funções de agente consular do Reino de Itália na ilha Terceira (a partir de 1867) e liderou o Partido Progressista no Distrito de Angra do Heroísmo (de 1889 até ao seu falecimento em 1900).
Foi casado com Maria de Sampaio Dart, filha de George Philips Dart.
Feito barão por decreto de 22 de Junho de 1874, do rei D. Luís I, sendo depois elevado a 1.º visconde de Nossa Senhora das Mercês por decreto de 21 de Agosto de 1870, em atenção aos importantes serviços que tem prestado à causa pública. Foi também agraciado com o grau de comendador da Real Ordem Militar de Nossa Senhora da Conceição de Vila Viçosa por decreto de 22 de Junho de 1886.
Era melómano e grande amante da tauromaquia, sendo conhecida a sua paixão pelas touradas à corda, sendo proprietário de uma criação de touros e promovendo, tal como seu pai, diversos espectáculos taurinos na sua Quinta das Mercês.
Foi padrinho de baptismo de Gungunhana, quando este prisioneiro de guerra foi baptizado na Sé Catedral de Angra.
Faleceu repentinamente em Angra do Heroísmo a 4 de Setembro de 1900, no auge da sua carreira política.